# مورنزه
مورنزه (به ایتالیایی: Mornese) یک کومونه در ایتالیا است که در استان آلساندریا واقع شده‌است.

## خصوصیات
مورنزه ۱۳٫۳ کیلومترمربع مساحت و ۷۲۶ نفر جمعیت دارد و ۳۸۰ متر بالاتر از سطح دریا واقع شده‌است.